# (7505) Фурусё
(7505) Фурусё (лат. Furusho) — астероид, относящийся к группе астероидов, пересекающих орбиту Марса. Он был открыт 3 января 1997 года японским астрономом Такао Кобаяси в обсерватории Оидзуми и назван в честь японского астронома и исследовательницы Рэйко Фурусё.

Орбита астероида Фурусё и его положение в Солнечной системе